# 毛伊阿利伊努伊
毛伊阿利伊努伊是1795年以前毛伊岛（夏威夷群岛的4个主要岛屿之一）和较小的拉奈岛的最高统治者。该头衔与夏威夷群岛其他岛屿的“阿利伊努伊”头衔相同。

## 概况
毛伊岛的君主，与夏威夷群岛其他岛屿的君主一样，都自称是天父瓦凯亚和地母帕帕哈瑙莫库的后裔。从19世纪中期开始，他们有时被称为“莫伊”，这个词后来常常被从夏威夷语翻译成英语为“国王”。虽然“莫伊”一词有时用于指代毛伊岛的君主，但它并不是夏威夷语言中的古老词汇，而是起源于19世纪中期。唯一正式拥有“莫伊”头衔的夏威夷王国国王是卡拉卡瓦和他的妹妹莉莉乌欧卡拉尼女王。
毛伊岛的第1任统治者保马库阿是瓦凯亚的第31世后裔。从保马库阿到卡瓦奥卡奥赫勒的统治时期，毛伊阿利伊努伊仅控制毛伊岛西部的较大部分，而毛伊岛东部哈纳地区的酋长们仍然保持独立。毛伊洛曾试图统一岛屿，但与哈纳酋长的冲突持续存在。直到皮伊拉尼统治时，才第1次征服毛伊岛东部，并统一毛伊岛。
卡赫基利二世通过征服邻近的瓦胡岛（1783年），并通过其兄弟与考爱女王的婚姻，与考爱岛结盟，扩展了他的王国。然而，他的儿子卡拉尼库普勒是他的家族的最后一位统治者。毛伊岛在卡拉尼库普勒与他的叔叔凯欧库拉尼争夺王位继承权的过程中变得虚弱。1795年，毛伊岛和瓦胡岛一起落入卡美哈美哈一世的手中，夏威夷王国的建立也随之到来。

## 列表
- 皮伊拉尼（英语：Piʻilani）
- 洛诺-阿-皮伊拉尼（英语：Piʻilani）
- 基哈-阿-皮伊拉尼（英语：Kiha-a-Piʻilani）
- 卡马拉拉瓦卢（英语：Kamalalawalu）
- 考希阿卡马（英语：Kauhiakama）
- 卡拉尼考乌马卡奥瓦凯阿（英语：Kalanikaumakaowākea）
- 洛诺霍努阿基尼（17世纪）
- 考拉赫阿二世
- 凯考利克（1700年代—1736年）
- 卡美哈梅哈努伊·艾伊卢阿乌（1736年—1765年）
- 卡赫基利二世（英语：Kahekili II）（1765年—1794年）
- 卡埃奥库拉尼（1794年）
- 卡拉尼库普雷（英语：Kalanikūpule）（1794年—1795年，兼任瓦胡阿利伊努伊）

此后，毛伊岛并入卡美哈梅哈一世的王国。

## 哈纳
在毛伊王国早期，整个毛伊岛一度被分为两部分。面积更大的西部由保马库阿的后裔统治，而毛伊岛东部，包括科奥劳、哈纳、基帕胡卢和考波等地区，有时由独立的统治者控制。哈纳的君主，如同其他夏威夷群岛诸酋邦的统治者一样，很可能也自称为天父瓦凯亚和地母帕帕哈瑙莫库的后裔。这些统治者在某种意义上是地区酋长，同时也是毛伊岛西部统治者的附庸。从埃雷伊奥到霍奥拉埃统治时期，哈纳的阿利伊大致维持独立，当时毛伊岛西部处于卡卡阿拉内奥至卡瓦奥考赫莱统治时期。第6位哈纳酋长霍奥拉埃最终成为毛伊阿利伊努伊皮伊拉尼的臣属，甚至将自己的女儿嫁给皮伊拉尼之子基哈-阿-皮伊拉尼。即使在皮伊拉尼征服哈纳之后，哈纳的阿利里伊对毛伊阿利伊努伊的忠诚仍然相当脆弱。哈纳酋长的主要战略优势，在于他们控制了考维基要塞，这座要塞被认为坚不可摧。

### 哈纳酋长列表
- 埃雷伊奥，在卡卡阿拉内奥（英语：Kakaʻalaneo）统治时期任酋长
- 卡拉哈埃哈
- 雷伊
- 卡莫霍哈利伊
- 卡拉埃希纳
- 霍奥拉埃